# Flint Hill
Flint Hill is een plaats (city) in de Amerikaanse staat Missouri, en valt bestuurlijk gezien onder St. Charles County.

## Demografie
Bij de volkstelling in 2000 werd het aantal inwoners vastgesteld op 379.
In 2006 is het aantal inwoners door het United States Census Bureau geschat op 426, een stijging van 47 (12,4%).

## Geografie
Volgens het United States Census Bureau beslaat de plaats een oppervlakte van
6,4 km², geheel bestaande uit land.

## Plaatsen in de nabije omgeving
De onderstaande figuur toont nabijgelegen plaatsen in een straal van 12 km rond Flint Hill.

## Geboren in Flint Hill
Earl Scruggs, banjospeler